# Calandraca
Calandraca ist ein Gericht aus der Triestiner Küche. Es wurde von Seeleuten erfunden, die dazu an Bord Reste von eingelagertem Pökelfleisch kochten.
Die spanische Variante der calandraca wird mit Zwieback zubereitet. Im heutigen Spanisch bezeichnet calandraca umgangssprachlich auch ein langweiliges Gespräch.